# David J. Asher
| Achristou        | 3. Februar 1995   |
| Sinden           | 8. Februar 1995   |
| Richnelson       | 8. Februar 1995   |
| McBride          | 4. Februar 1995   |
| Moseley          | 26. Dezember 1994 |
| Manjitludher     | 5. Juni 1995      |
| Johnbutler       | 7. Februar 1995   |
| McClure          | 3. Februar 1995   |
| McKenna          | 5. Juni 1995      |
| (58345) 1995 CZ1 | 7. Februar 1995   |

David J. Asher (* 1966 in Edinburgh) ist ein britischer Astronom.
Asher arbeitet am Armagh Observatory in Nordirland und führt dort zusammen mit Robert McNaught Forschungen an Meteoren durch. In den Jahren 1994 und 1995 entdeckte er dabei mehrere Asteroiden.
Der Asteroid (6564) Asher ist nach ihm benannt.